# Terra Romania
Terra Romania este o companie de distribuție din România, parte a concernului internațional Industrie Holding.
Terra Romania este reprezentant pe piața romanească a mărcilor de utilaje și echipamente JCB, Nissan Forklift, Palfinger și Jumbo.
Compania este prezentă pe piață din anul 2001 și a devenit pe rând și reprezentant al mărcilor HBM Nobas, JCB Vibromax, Comansa și Crown.
Activitatea companiei este organizată în trei divizii, utilaje și construcții, echipamente de ridicat montate pe autocamioane și echipamente pentru depozite, iar din 2008 are și divizie de imobiliare.
Număr de angajați în 2007: 100
Cifra de afaceri în 2006: 33 milioane euro